# Міглена Селишка
Міглена Георгієва Селишка (болг. Миглена Георгиева Селишка; нар. 13 лютого 1996, Дупниця, Кюстендильська область) — болгарська борчиня вільного стилю, чемпіонка та срібна призерка чемпіонатів Європи, бронзова призерка Європейських ігор.

## Життєпис
Боротьбою почала займатися з 2008 року.
Виступає за борцівський клуб «Левські» Софія. Тренер — Петар Касабов.

## Спортивні результати на міжнародних змаганнях

### Виступи на Олімпіадах
| Змагання                    | Збірна   | Вагова категорія          | Місце |
| --------------------------- | -------- | ------------------------- | ----- |
| Літні Олімпійські ігри 2020 | Болгарія | жіноча боротьба, до 50 кг | 7     |

### Виступи на Чемпіонатах світу
| Змагання                        | Збірна   | Вагова категорія          | Місце |
| ------------------------------- | -------- | ------------------------- | ----- |
| Чемпіонат світу з боротьби 2017 | Болгарія | жіноча боротьба, до 48 кг | 11    |
| Чемпіонат світу з боротьби 2019 | Болгарія | жіноча боротьба, до 50 кг | 25    |
| Чемпіонат світу з боротьби 2021 | Болгарія | жіноча боротьба, до 50 кг | 9     |
| Чемпіонат світу з боротьби 2022 | Болгарія | жіноча боротьба, до 50 кг | 19    |

### Виступи на Чемпіонатах Європи
| Змагання                         | Збірна   | Вагова категорія          | Місце  |
| -------------------------------- | -------- | ------------------------- | ------ |
| Чемпіонат Європи з боротьби 2017 | Болгарія | жіноча боротьба, до 48 кг | 10     |
| Чемпіонат Європи з боротьби 2019 | Болгарія | жіноча боротьба, до 50 кг | Срібло |
| Чемпіонат Європи з боротьби 2020 | Болгарія | жіноча боротьба, до 50 кг | Золото |
| Чемпіонат Європи з боротьби 2021 | Болгарія | жіноча боротьба, до 50 кг | Срібло |
| Чемпіонат Європи з боротьби 2022 | Болгарія | жіноча боротьба, до 50 кг | Срібло |

### Виступи на Європейських іграх
| Змагання              | Збірна   | Вагова категорія          | Місце  |
| --------------------- | -------- | ------------------------- | ------ |
| Європейські ігри 2019 | Болгарія | жіноча боротьба, до 50 кг | Бронза |

### Виступи на інших змаганнях
| Змагання                                                         | Збірна   | Вагова категорія          | Місце  |
| ---------------------------------------------------------------- | -------- | ------------------------- | ------ |
| Турнір Дана Колова — Николи Петрова 2014                         | Болгарія | жіноча боротьба, до 48 кг | 8      |
| Меморіал Іона Корнеану 2015                                      | Болгарія | жіноча боротьба, до 48 кг | 5      |
| Турнір Дана Колова — Николи Петрова 2016                         | Болгарія | жіноча боротьба, до 48 кг | Бронза |
| Кубок Європейських націй з боротьби 2016                         | Болгарія | команда                   | 6      |
| Гран-прі «Іван Яригін» 2017                                      | Болгарія | жіноча боротьба, до 48 кг | Бронза |
| Турнір Дана Колова — Николи Петрова 2017                         | Болгарія | жіноча боротьба, до 48 кг | Золото |
| Відкритий чемпіонат Польщі з боротьби 2017                       | Болгарія | жіноча боротьба, до 48 кг | 8      |
| Гран-прі Іспанії з боротьби 2017                                 | Болгарія | жіноча боротьба, до 48 кг | Срібло |
| Турнір Яшара Догу 2020                                           | Болгарія | жіноча боротьба, до 50 кг | Золото |
| Чемпіонат Болгарії з боротьби 2020                               | Болгарія | жіноча боротьба, до 50 кг | Золото |
| Кубок світу з боротьби 2020                                      | Болгарія | жіноча боротьба, до 50 кг | Бронза |
| Турнір Маттео Пелліцоне 2021                                     | Болгарія | жіноча боротьба, до 50 кг | Срібло |
| Європейський олімпійський кваліфікаційний турнір з боротьби 2021 | Болгарія | жіноча боротьба, до 50 кг | Золото |
| Турнір Яшара Догу 2021                                           | Болгарія | жіноча боротьба, до 50 кг | Золото |
| Турнір Дана Колова — Николи Петрова 2022                         | Болгарія | жіноча боротьба, до 50 кг | Золото |
| Турнір Яшара Догу 2022                                           | Болгарія | жіноча боротьба, до 50 кг | Бронза |
| Гран-прі Іспанії з боротьби 2022                                 | Болгарія | жіноча боротьба, до 50 кг | 7      |
| Меморіал Іона Корнеану і Ладислава Сімона 2022                   | Болгарія | жіноча боротьба, до 50 кг | 9      |

### Виступи на змаганнях молодших вікових груп
| Змагання                                       | Збірна   | Вагова категорія          | Місце  |
| ---------------------------------------------- | -------- | ------------------------- | ------ |
| Чемпіонат Європи з боротьби серед кадетів 2011 | Болгарія | жіноча боротьба, до 43 кг | 5      |
| Чемпіонат світу з боротьби серед кадетів 2011  | Болгарія | жіноча боротьба, до 40 кг | 7      |
| Чемпіонат Європи з боротьби серед кадетів 2012 | Болгарія | жіноча боротьба, до 43 кг | Срібло |
| Чемпіонат світу з боротьби серед кадетів 2012  | Болгарія | жіноча боротьба, до 43 кг | 9      |
| Чемпіонат Європи з боротьби серед кадетів 2013 | Болгарія | жіноча боротьба, до 43 кг | 5      |
| Чемпіонат світу з боротьби серед кадетів 2013  | Болгарія | жіноча боротьба, до 43 кг | Срібло |
| Чемпіонат Європи з боротьби серед юніорів 2013 | Болгарія | жіноча боротьба, до 44 кг | Золото |
| Чемпіонат світу з боротьби серед юніорів 2013  | Болгарія | жіноча боротьба, до 44 кг | 10     |
| Чемпіонат Європи з боротьби серед юніорів 2014 | Болгарія | жіноча боротьба, до 44 кг | Золото |
| Чемпіонат світу з боротьби серед юніорів 2014  | Болгарія | жіноча боротьба, до 44 кг | Бронза |
| Чемпіонат Європи з боротьби серед юніорів 2015 | Болгарія | жіноча боротьба, до 44 кг | Золото |
| Чемпіонат світу з боротьби серед юніорів 2015  | Болгарія | жіноча боротьба, до 44 кг | 8      |
| Чемпіонат світу з боротьби серед юніорів 2016  | Болгарія | жіноча боротьба, до 48 кг | Бронза |
| Чемпіонат Європи з боротьби серед молоді 2015  | Болгарія | жіноча боротьба, до 48 кг | 9      |
| Чемпіонат Європи з боротьби серед молоді 2017  | Болгарія | жіноча боротьба, до 48 кг | Бронза |
| Чемпіонат світу з боротьби серед молоді 2017   | Болгарія | жіноча боротьба, до 48 кг | 5      |
| Чемпіонат Європи з боротьби серед молоді 2019  | Болгарія | жіноча боротьба, до 50 кг | Бронза |